# Tác động của The Eras Tour

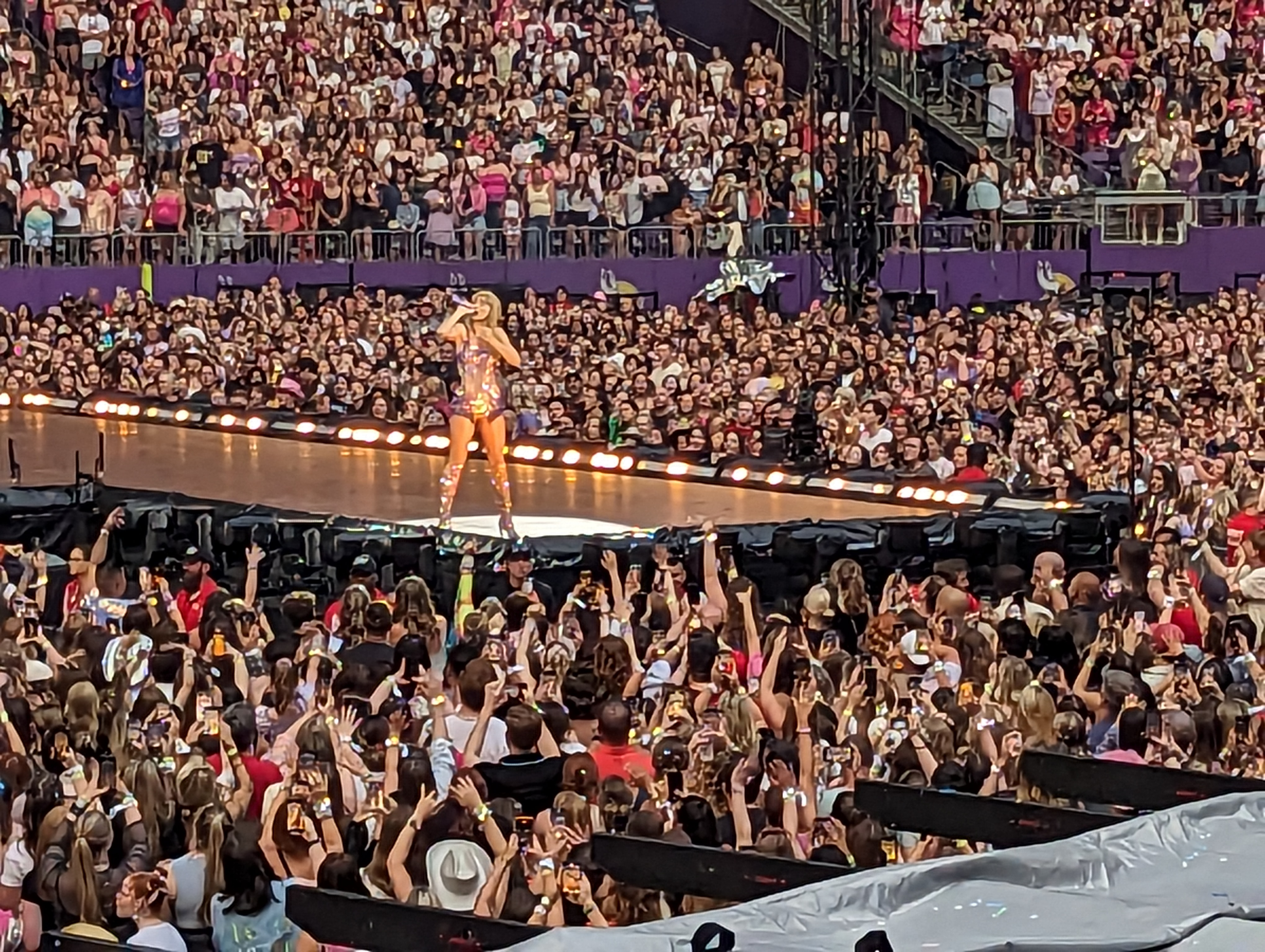
Taylor Swift tại Sân vận động U.S. Bank, Minneapolis, một địa điểm biểu diễn The Eras Tour vào năm 2023

Các ấn phẩm và nhà phê bình đã phân tích ảnh hưởng về văn hóa, kinh tế và xã hội – chính trị của The Eras Tour, chuyến lưu diễn hòa nhạc kéo dài từ 2023–2024 của ca sĩ kiêm sáng tác nhạc người Mỹ Taylor Swift và là chuyến lưu diễn đầu tiên trong lịch sử đạt doanh thu 1 tỷ đô la Mỹ. Được dẫn dắt bởi cơn sốt người hâm mộ cuồng nhiệt mang tên Swiftmania, tác động của chuyến lưu diễn được coi là kết quả của sức ảnh hưởng rộng rãi của Swift đối với nền văn hóa đại chúng thế kỷ 21. Pollstar gọi chuyến lưu diễn là "Buổi biểu diễn vĩ đại nhất trên Trái Đất". 
The Eras Tour, chuyến lưu diễn đầu tiên của Swift sau các lệnh phong tỏa trên toàn cầu vì đại dịch COVID-19, đã gây ra cú sốc về nhu cầu kinh tế do công chúng ngày càng yêu thích giải trí. Chuyến lưu diễn ghi nhận số lượng đăng ký bán vé chưa từng có trên toàn cầu, bao gồm hàng đợi gồm hơn 22 triệu khách hàng chờ mua vé đi xem ở Singapore. Đợt bán đầu tiên tại Hoa Kỳ đã bị sập vì lượng truy cập quá đông, điều này gây ra sự chỉ trích từ các nhà lập pháp thuộc cả hai đảng – những người đề xuất thực hiện quy định về giá và luật chống đầu cơ ở cấp tiểu bang và liên bang. Học giả luật William Kovacic gọi đây là "sự điều chỉnh chính sách của Taylor Swift". Tình trạng tăng giá đột biến do chuyến lưu diễn đã được nêu rõ trong các cơ quan lập pháp của Brazil, Ireland và Vương quốc Liên hiệp Anh và Bắc Ireland.
Đặc trưng bởi lạm phát, hiệu ứng nhỏ giọt và cấp số nhân, hoạt động thương mại và nền kinh tế gia tăng đã được báo cáo tại các thành phố mà chuyến lưu diễn ghé thăm, thúc đẩy doanh thu cho các doanh nghiệp địa phương, ngành dịch vụ khách sạn, doanh số bán quần áo, doanh thu từ phương tiện giao thông công cộng và du lịch. Tạp chí Fortune ước tính chi tiêu ròng của người tiêu dùng cho chuyến lưu diễn là 4,6 tỷ đô ở Hoa Kỳ. Các thành phố như Gelsenkirchen, Minneapolis, Pittsburgh, Santa Clara và Stockholm đã tiến hành tạm thời đổi tên để vinh danh Swift; một số điểm thu hút khách du lịch, bao gồm Center Gai, Tượng Chúa Kitô Cứu Thế, tháp Space Needle, Marina Bay Sands và Willis Tower, đã vinh danh cô và tổ chức các sự kiện đặc biệt. Một chính trị gia như thủ tướng Canada Justin Trudeau và tổng thống Chile Gabriel Boric đã đề nghị Swift lưu diễn ở nước họ, trong khi một vìa quan chức chính phủ ở Indonesia, New Zealand, Philippines, Đài Loan, Thái Lan, một số tiểu bang của Úc tỏ ra rất thất vọng vì chuyến lưu diễn không tổ chức ở quốc gia họ.
Nhiều nhà báo gọi Swift là điểm nhấn văn hóa của năm 2023. The Eras Tour đã thu hút rất đông khán giả không có vé tụ tập bên ngoài các sân vận động đã bán hết vé, với hàng nghìn người tụ tập tại Philadelphia, Melbourne và Munich, và là chủ đề phổ biến trong các ấn phẩm tin tức, nội dung truyền thông xã hội và đưa tin trên báo chí. Động đất nhẹ được ghi nhận ở Edinburgh, Lisbon, Los Angeles và Seattle do lượng khán giả đông đảo tập trung. Nhiều bảng xếp hạng đĩa nhạc đã chứng kiến sự tăng trưởng đột biến về doanh số bán album và lượt phát trực tuyến từ danh sách đĩa nhạc của Swift; cô trở thành nghệ sĩ còn sống đầu tiên có bảy album lọt vào top 40 của Billboard 200 và là người đầu tiên có sáu album lọt vào top 10 của ARIA Charts. Ca khúc "Cruel Summer" phát hành năm 2019 của cô đã trở thành một bản hit sau 5 năm, đồng thời là một trong số những đĩa đơn thành công nhất trong sự nghiệp của Swift. Phim hòa nhạc đi kèm của chuyến lưu diễn, Những kỷ nguyên của Taylor Swift, đã trở thành phim hòa nhạc có doanh thu cao nhất mọi thời đại. Phim có chiến lược phân phối phim điển hình khi bỏ qua bước hợp tác với các hãng phim lớn mà hợp tác trực tiếp với các rạp chiếu phim, điều này khiến một số bộ phim khác phải thay đổi ngày phát hành. Tạp chí Time đã vinh danh Swift là Nhân vật của năm, giúp cô trở thành người đầu tiên và duy nhất trong lĩnh vực nghệ thuật đạt được vinh dự này.